# Понсонби, Фредерик Эдвард, 10-й граф Бессборо
Фредерик Эдвард Нойфлиз «Эрик» Понсонби, 10-й граф Бессборо (англ. Frederick Edward Neuflize "Eric" Ponsonby, 10th Earl of Bessborough; 29 марта 1913 — 5 декабря 1993) — британский дипломат, бизнесмен, драматург, консервативный политик и пэр. Он носил титул учтивости — виконт Дунканнон с 1920 по 1956 год.

## Происхождение и образование
Родился 29 марта 1913 года. Старший сын Вира Понсонби, 9-го графа Бессборо (1880—1856), и его жены Роберты Пупар де Нефлиз (1892—1979), единственной дочери барона парижского банкира Жана де Нефлиза.
Он получил образование в Итонском колледже и Тринити-колледже Кембриджа.

## Карьера
С 1936 по 1939 год он работал в штабе Верховного комиссара Лиги Наций по делам беженцев из Германии. В 1938 году он присутствовал на Эвианской конференции в качестве секретаря Верховного комиссара сэра Нила Малкольма.
Во время Второй мировой войны он служил во Франции, а также в Западной и Северной Африке, получив чин капитана 98-го (Суррей и Сассекс Йоманри) полевого полка Королевской артиллерии. С 1944 по 1948 год Фредерик Понсонби был вторым секретарем посольства Великобритании в Париже, а с 1948 по 1949 год — первым секретарем. Затем он работал на Роберта Бенсона, Lonsdale & Co, Ltd. (1950-4956) и был директором ATV Ltd (1955—1963).
10 марта 1956 года после смерти своего отца Фредерик Эдвард Понсонби унаследовал титулы 10-го графа Бессборо (Пэрство Ирландии), 2-го графа Бессборо (Пэрство Соединённого королевства), 7-го барона Дунканнона из Бессборо в графстве Килкенни (Пэрство Соединённого королевства), 11-го барона Бессборо из Бессборо из графстве Килкенни (Пэрство Ирландии), 10-го барона Понсонби из Сайсонби в графстве Лестершир (Пэрство Соединённого королевства) и 11-го виконта Дунканнона из замка Дунканнон в графстве Уэксфорд (Пэрство Ирландии), заняв своё место на скамье консерваторов в Палате лордов.
Лорд Бессборо занимал должности парламентского секретаря по науке в правительстве сэра Алека Дугласа-Хьюма (1963—1964) и заместителя государственного секретаря по образованию и науке (1964) и государственного министра в Министерстве технологий в правительстве Эдварда Хита (1970).
Депутат Европейского парламента (1973—1979), заместитель лейтенанта Западного Сассекса (1977) и член Американского философского общества (1988).

## Личная жизнь

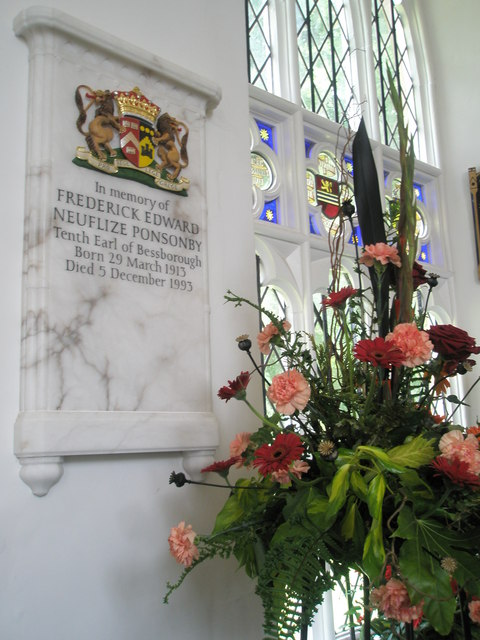
Мемориал в Станстед-Парке

29 сентября 1948 года Фредерик Понсонби, носивший титул виконта Дунканнона, женился на американской наследнице Мэри Манн (3 марта 1915 — 13 апреля 2013). Мэри была дочерью Чарльза Александра Манна и Мэри Астор Пол. У супругов родилась одна дочь:
- Леди Шарлотта Мэри Роберта Поль Понсонби (род. 28 сентября 1949), владельца художественной галереи, в 1974 году она вышла замуж за Янни Петсопулоса, от брака с которым у неё был сын Эрик[6].

Лорд Бессборо скончался в декабре 1993 года в возрасте 80 лет. После его смерти титул графа Бессборо в Пэрстве Соединённого королевства для его отца в 1937 году, прервался. Все остальные титулы унаследовал его двоюродный брат Артур Понсонби, 11-й граф Бессборо.